# Lac D'Alembert
Pour les articles homonymes, voir D'Alembert (homonymie).
Le lac D’Alembert est un plan d'eau douce dans le territoire de la ville de Rouyn-Noranda (près de sa limite nord), dans la région administrative de Abitibi-Témiscamingue, dans la province de Québec, au Canada.
Le lac D’Alembert est entièrement situé en zones forestières, sauf les zones de villégiature. La foresterie constitue la principale activité économique du secteur ; les activités récréotouristiques arrivent en second notamment la villégiature sur la rive sud-ouest du lac qui est desservie par la rue Saguenay et d’autres rues transversales menant au lac.
Annuellement, la surface du lac est généralement gelée de la mi-novembre à la fin avril, néanmoins, la période de circulation sécuritaire sur la glace est habituellement de la mi-décembre à la mi-avril.

## Géographie
Les principaux bassins versants voisins du lac D’Alembert sont :
- côté nord : Petit lac Dufresnoy, rivière Poularies, lac Duparquet, lac Macamic, lac Abitibi ;
- côté est : rivière Dufresnoy, rivière Nantel, lac Chassignolle, lac Preissac ;
- côté sud : ruisseau Régimbald, lac Dufault, rivière Dufault, lac Routhier, lac Osiko ;
- côté ouest : rivière Kanasuta, rivière Dasserat, lac Dasserat.

L’embouchure du lac D’Alembert est situé à :
- 37,1 km au nord-est de la frontière de l’Ontario ;
- 16,7 km au sud-est de l’embouchure de la rivière D'Alembert ;
- 17,2 km au nord du centre-ville de Rouyn-Noranda ;
- 34,0 km au sud-est de l’embouchure de la rivière Duparquet qui se déverse dans le lac Abitibi ;
- 3,6 km au nord du village de D’Alembert qui fait partie du territoire de Rouyn-Noranda[1].

Le lac D’Alembert se déverse par le nord-ouest dans la rivière D'Alembert laquelle coule vers le nord-ouest jusqu’à la baie D’Alembert située sur la rive est du lac Duparquet. Après avoir traversé ce lac vers le nord-ouest, le courant coule vers le nord par la rivière Duparquet, un affluent du lac Abitibi. Ce dernier lac chevauche la frontière entre le Québec et l’Ontario ; il se déverse dans la rivière Abitibi. Cette dernière coule dans le nord-est ontarien jusqu’à la rivière Moose (Ontario) laquelle coule vers le Nord jusqu’à la rive Sud de la Baie James.

## Toponymie
Le terme « D'Alembert » constitue un patronyme de famille d'origine française.
Le toponyme « lac D’Alembert » a été officialisé le 5 décembre 1968 par la Commission de toponymie du Québec lors de sa création.